# The 1995 Sessions
The 1995 Sessions is een album van Dannii Minogue. De nummers waren opgenomen in 1994 en 1995, bestemd voor haar derde album, maar het werd nooit uitgebracht.

## Nummers
1. Free Your Love
2. Skin Deep
3. Love And Affection
4. I Got This Feeling
5. Let Love Into Your Life
6. Everlasting Night
7. Crazy For Your Love
8. Love In Me
9. Exclusively
10. Love Will Find A Way
11. Don't Wanna Leave You Now
12. Free Your Love (Extended Mix)